# Elisabeth Graf
Elisabeth Graf (* 1956 in Singen/Hohentwiel, Baden-Württemberg) ist eine deutsche Altistin, Sängerin sowie Gesangsdozentin und Gesangspädagogin.

## Leben und Ausbildung
Graf begann nach ihrem Abitur ein Studium an der Musikhochschule in Freiburg im Breisgau, während welchem sie sich auf den Bereich Schulmusik mit Schwerpunkt auf Gesang  und Chorleitung konzentrierte. Das Studium schloss sie 1981 mit dem Staatsexamen ab. Im Anschluss setzte sie ihre Ausbildung an der Musikhochschule in Frankfurt am Main fort und studierte Gesang bei der  Sängerin Arleen Augér. Das Aufbaustudium absolvierte sie 1984 mit der künstlerischen Reifeprüfung.

## Karriere
Bereits während ihrer Studienzeit trat Graf regelmäßig als Mitglied in der Gächinger Kantorei Stuttgart von Helmut Rilling auf.
Ihre musikalische Karriere begann sie 1984 als Solistin. In den folgenden Jahren trat sie regelmäßig sowohl in Konzerten als auch in Kirchen auf.
1990 nahm sie ihre freiberufliche Tätigkeit in Deutschland und Ausland unter anderem als Solistin in Oratorien auf.
2008 wurde sie Mitglied des WDR Rundfunkchor Köln, wo sie neben solistischen Tätigkeiten auch in professionellen anspruchsvollen Ensembles arbeitet.

## Lehrtätigkeit und Engagement als Gesangspädagogin
Neben ihrer Bühnenkarriere engagierte sich Elisabeth Graf als auch Gesangsdozentin. Von 1999 bis 2008 lehrte sie an der Hochschule für Musik und Theater in Hannover.
2006 trat sie dem Bundesverband Deutscher Gesangspädagogen bei und wurde 2009 in den Vorstand aufgenommen, wo sie sich bis ins Jahr 2014 für die Förderung der Gesangspädagogik einsetzte und wo sie für die Organisation des Gesangspädagogischen Zertifikats des BDG (GPZ) verantwortlich war.

## Musikalisches Repertoire
Graf besitzt eine ausdrucksstarke und präzise Altstimme, die ihr viele Chancen bot. Sie ist  geschätzt für ihre Interpretationen in der Alten Musik, der klassischen und romantischen Musik, sowie in zeitgenössischen Werken.
Ihr Repertoire umfasst Werke von Komponisten wie Heinrich Schütz, Max Bruch, Mozart, Berlioz und Brahms. Elisabeth Graf arbeitete im Gebiet der Alten Musik mit The English Concert, der früheren Johann-Christian-Bach-Akademie und der Musica Antiqua zusammen.
Ihr musikalisches Können breitet sich von Liederabenden, Solo-Programmen an der Orgel, großen Orchesterwerken über CD-Produktionen und Opernengagements aus.

## Internationale Auftritte und künstlerische Zusammenarbeit
Elisabeth Graf erlangte auch international Anerkennung. Sie trat in  Konzerthallen in Deutschland auf, konzentierte und feierte Erfolge aber auch in den Niederlanden, Portugal, Frankreich, Italien, Nord- und Südamerika.
Sie arbeitete sowohl innerhalb als auch außerhalb Europas mit  Dirigenten wie Rafael Frühbeck de Burgos, Volker Hempfling und Bruno Weil zusammen.
Darüber hinaus trat sie mit  Orchestern auf, darunter das Orchestre de la Suisse Romande in Genf, die Rundfunkorchester Westdeutschlands und Hessens, das Israel Chamber Orchestra sowie die Moskauer Virtuosen und viele weitere.
Graf nahm des Weiteren an  europäischen Radio- und Fernsehsendungen sowie Festivals teil.

## Diskographie
- Heinrich Schütz: Motetten – Calig Verlag (1984)
- Requiem für einen jungen Dichter: Prolog – (1996)
- Requiem for a Young Poet: VI. Dona nobis pacem - Michael Gielen Edition, Vol. 10 (Live) (2021)
- Der Vampyr: Ouvertüre – Der Vampyr (1998)
- Dem Gerechten muss das Licht, BWV 195: Wir kommen, deine Heiligkeit – Bach, J.S.: Cantatas, BWV 195-197 (2000)
- Dem Gerechten muss das Licht immer wieder aufgehen – Bach, J.S.: Cantatas, BWV 195- 197 (2000)
- Symphony No. 2 in B Major, Op.14 "To October"- Symphonies (2003)
- Orchestereinleitung "Kleontes! - Adrasti!" - Daphne (2003)
- Natursynphonie: Sehr breit - mit größter Kraft - Natursynphonie (2006)
- Requiem, KV 626: III. Sequenz: Lacrimosa – Requiem/Mass in C minor (2008)
- Requiem, KV 626: IV. Offertorium: Domine Jesu – Requiem / Mass in C minor (2008)
- Missa in honorem Sanctissimae Trinitatis in C Major, K. 167: II. Gloria – Mozart: Complete Masses, Vol. 3 (2008)
- Missa in honorem Sanctissimae Trinitatis in C Major, K. 167: IV. Sanctus – Mozart: Complete Masses, Vol. 3 (2008)
- Symphony No. 8 in E-flat Major: Part I: Hymnus „Veni, creator spiritus“ – Symphony Nr. 8 (2011)
- Der Karneval in Rom Operette: Act I - II – Strauss II: Der Karneval in Rom (The Carnival in Rome) Operetta, Vol. 1 (2011)
- Auf der grünen Wiese: Act II - "Auf meiner Fiedel spiel ich die Weisen" – Benes: Auf der grünen Wiese (2012)
- Turrican II - Anthology Suite – Turrican Soundtrack Anthology, Vol. 4 (2013)
- De profundis clamavi – Music of the Viennese Court Chapel (2013)
- Ein deutsches Requiem, Op. 45: I. Selig sind, die da Leid tragen – Brahms: Ein deutsches Requiem, Op. 45 (Live) (2015)
- Ein deutsches Requiem, Op. 45: II. Denn alles Fleisch es ist wie Gras – Brahms: Ein deutsches Requiem, Op. 45 (Live) (2015)
- Die Bajadere, Act I: Reizend war der erste Akt – Kálmán: Die Bajadere (2017)
- Die Bajadere, Act I: Reizend war der zweite Akt – Kálmán: Die Bajadere (2017)
- Tochter Zion, freue dich – Volksbund Deutsche Kriegsgräberfürsorge e.V.: Besinnliche Weihnachten (2017)
- Requiem for a Young Poet: VI. Dona nobis pacem – Michael Gielen Edition, Vol. 10 (Live) (2021)
- Missa in honorem Sanctissimae Trinitatis in C Major, K. 167: I. Kyrie – Mozart: Complete Masses, Vol. 3 (2021)
- Missa in honorem Sanctissimae Trinitatis in C Major, K. 167: II. Gloria – Mozart: Complete Masses, Vol. 3 (2021)
- Svatá Ludmila, Op. 71, B. 144: Hospodine, pomiluj ny! – Dvorák: Svatá Ludmila (Saint Ludmila), Op. 71, B. 144 (2016)
- Mass No. 16 in C Major, K. 317 "Coronation": II. Gloria – W.A. Mozart: Complete Masses, Vol. 1 (2021)
- Grande Messe des Morts, Op. 5, H. 75 "Requiem": IX. Sanctus – Berlioz: Grande Messe des Morts, Op. 5, H. 75 "Requiem" (Live) (2022)[4]